# Molo w Sopocie
Molo w Sopocie im. Jana Pawła II – molo nad Morzem Bałtyckim. Ma około pół kilometra długości – część spacerowa ma 511,5 m, z czego 458 m wchodzi w głąb Zatoki Gdańskiej. Jest jedną z największych atrakcji miasta. W głowicy mola jest zlokalizowana przystań morska „Molo” w Sopocie.

## Historia

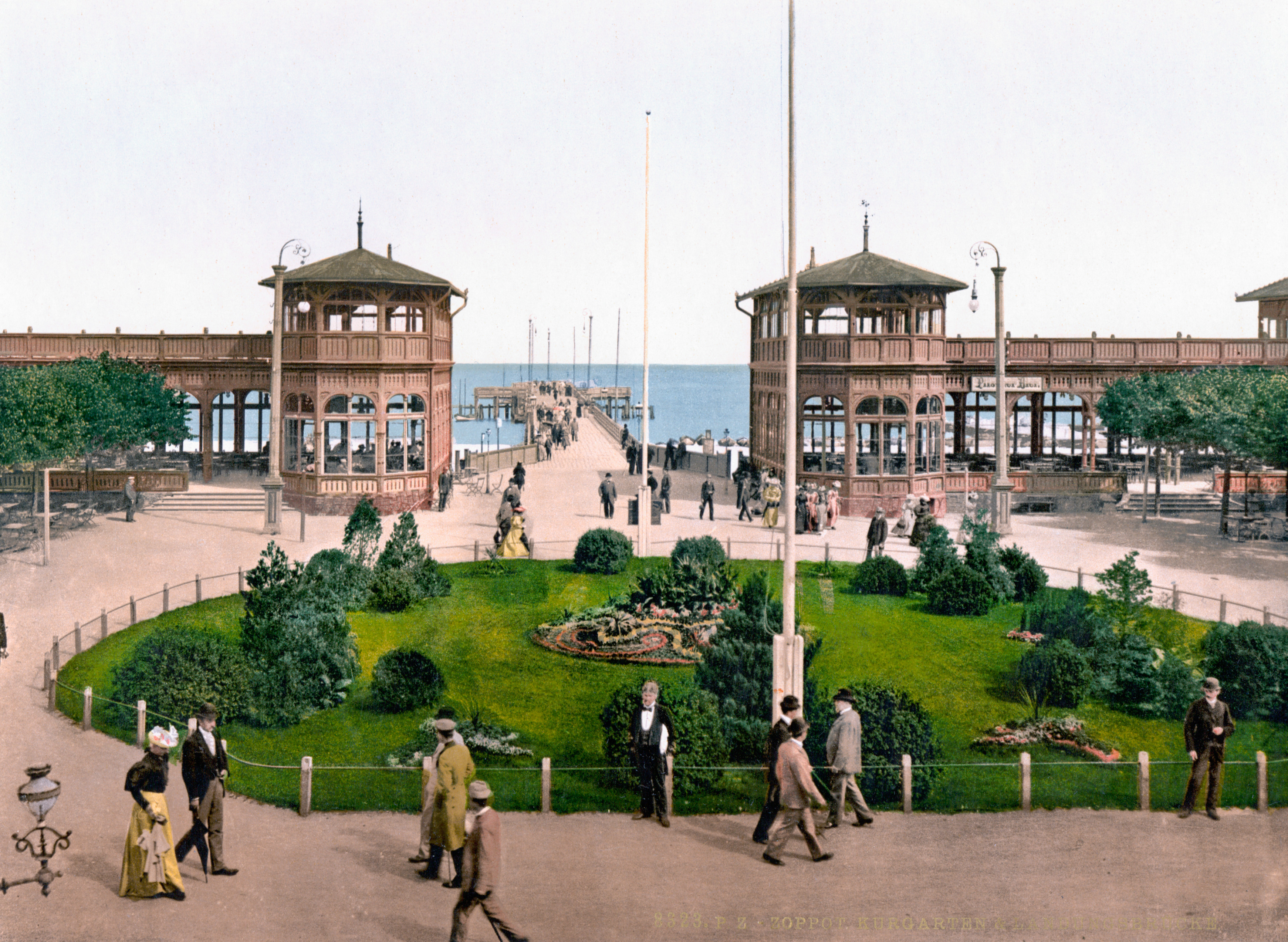
Molo w Sopocie, ostatnia dekada XIX w.

Pierwszy pomost, mierzący 31,5 metra, zbudowany został w 1827 przez doktora Jerzego Haffnera. Następnie, do końca XIX, molo wydłużone zostało do 150 m, a w 1910 do 315 m. Obecnie istniejące molo zostało zbudowane w l. 1927-1928 – przebudowano wtedy też Skwer Kuracyjny. Była to największa przebudowa w historii mola – okazją było 25-lecie Sopotu oraz 100-lecie budowy pomostu. W latach 90. XX dobudowano żelbetową głowicę, ochraniającą pomost główny, a na początku XXI w. prowadzono prace konserwacyjne tegoż pomostu.
Obiekt początkowo spełniał funkcję lokalnej przystani, dopiero po pewnym czasie (po rozbudowie uzdrowiska) uzyskał funkcję rekreacyjną. Z mola podziwiać można widok na Grand Hotel, port morski Gdańsk oraz Kępę Redłowską.
W 2005 r. w części mola ustanowiono przystań morską „Molo” w Sopocie. W tym też roku molu nadano patronat.
W lipcu 2011 firma Hydrobudowa zakończyła budowę mariny dla ponad 100 jachtów, na końcu pomostu. Wiosną 2021 roku kosztem 3,2 mln zł rozpoczęto dalszą rozbudowę mariny, w ramach której przy ostrodze mola powstanie m.in. nowy pomost pływający o długości 100 m z pogłębionym torem podejściowym, pawilon z zapleczem socjalnym (sanitariat, szatnia, przechowywanie sprzętu) oraz nowy slip (rampa do wodowania jednostek).
W latach 1961–1963 przed wejściem na molo funkcjonował klub muzyki młodzieżowej Non Stop.
Do października 2020 przez niemal 30 lat molo z przystanią jachtową dzierżawiła od miasta prywatna spółka Kąpielisko Morskie Sopot. Od tego czasu obiektem zarządza Miejski Ośrodek Sportu i Rekreacji. W 2021 sprzedał on 960 tys. biletów wstępu na molo.

## Molo przystanią

### Początki żeglugi przybrzeżnej
W 1888 uruchomiono pierwszą regularną linię żeglugową, łączącą Sopot z Gdańskiem. W 1922 Towarzystwo Żeglugi Morskiej „Gryf” otworzyło linię żeglugową na trasie: Gdańsk-Sopot-Gdynia-Puck-Hel obsługiwaną przez małe stateczki „Abdank”, „Ajaks”, „Gryf”, „Jadwiga”, „Kaszuba”, „Monika” i „Straż”. W 1929 PP „Żegluga Polska” pływała do Gdyni i na Hel statkami „Gdańsk”, „Gdynia”, „Hanka”, „Jadwiga” i „Wanda”.

### Portowa funkcja mola

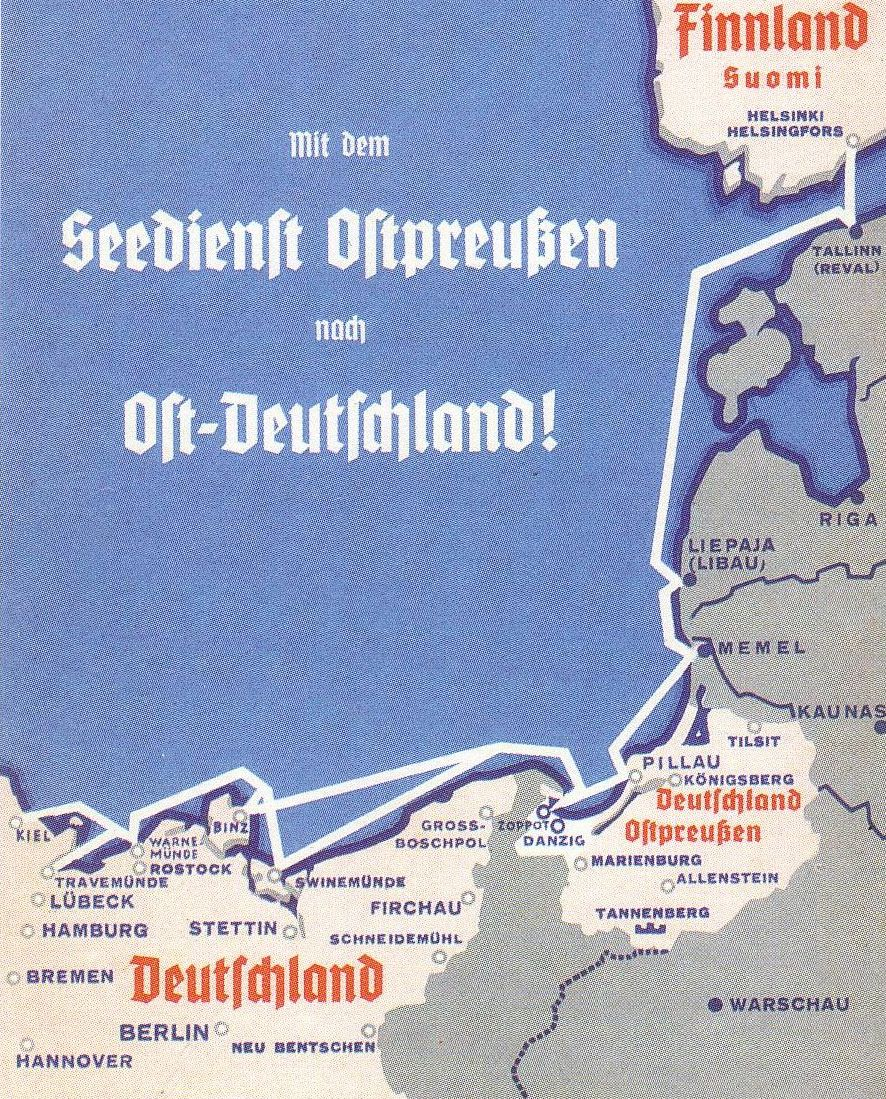
Mapa rejsów Seedienst Ostpreußen z 1936

Molo pełniło też, zwłaszcza w okresie międzywojennym, funkcję przystani dla dużych statków pasażerskich. Statki kotwiczyły w pewnym oddaleniu od mola, do którego pasażerowie byli przewożeni łodziami. Odnotowano zawinięcia m.in. jednostek armatorów:
- brytyjskich:
  - Blue Star Line – „Arrandora” (12 838 t),
  - Canadian Pacific Line – „Empress of Australia” (21 498 t) – 2 lipca 1935, „Montcalm” (16 418 t),
  - Cunard Line – „Franconia” (20 158 t), Lancastria” (16 243 t) – 4 lipca 1935,
  - Lamport and Holt – „Voltaire” (13 248 t),
  - Orient Steam Navigation Company – „Orcades” (23 456 t), „Orion” (23 371 t), „Orontes” (20 097 t),
  - P&O (Peninsular & Oriental Steam Navigation Company) – „Viceroy of India” (19 648 t), „Moldavien” (16 436 t),
  - Royal Mail Lines – „Atlantis” (15 620 t),
- belgijskiej Compagnie Maritime Belge – „Leopoldville” (11 256 t),
- francuskiej Compagnie Générale Transatlantique – „Colombie” (13 391 t),
- holenderskiej Koninklijke Nederlandsche Stoomboot Maatschappij (KNSM) – „Columbia” (10 782 t), „Costa Rica” (8 672 t),
- niemieckich:
  - HAPAG – „Reliance” (19 618 t), „Milwaukee” (16 699 t), „Ozeana” (7 859 t) – 1 lipca 1935,
  - Norddeutscher Lloyd – „Columbus” (32 364 t) – 3 lipca 1935, „General v. Steuben” (13 325 t),
- norweskiej Det Norsk Amerikanske Dampskibsselskab – „Bergensfjord” (10 699 t),
- szwedzkiej Svenska Amerika Linien – SAL) – „Gripsholm” (20 000 t) – w czerwcu 1935, „Drottningholm” (11 182 t), „Marieholm” (1 162 t).

Największy z nich „Columbus” (32 364 t) był około dwóch razy większy od polskich sztandarowych jednostek – „Batorego” (14 287 t) i „Stefana Batorego” (15 024 t) które regularnie zawijały do pobliskiej Gdyni.
W okresie 1920–1939 Sopot obsługiwał serwis żeglugowy Prus Wschodnich – Seedienst Ostpreußen, np. w sezonie letnim 1939 komunikując drogą morską Sopot z Kilonią, Travemünde, Świnoujściem, Pilawą (Bałtijskiem), Memelem (Kłajpedą), Rygą i Helsinkami. Rejsy obsługiwały jednostki następujących armatorów: Norddeutscher Lloyd z Bremy, HAPAG z Hamburga oraz Braeunlich ze Szczecina. Z chwilą wkroczenia Niemców do Polski, serwis zlikwidowano.
Mało znane są dwa epizody:
- z 21 października 1947, kiedy na pokładzie brytyjskiego frachtowca „Baltavia” opuścił Polskę Stanisław Mikołajczyk,
- oraz z grudnia 1970, kiedy przy sopockim molu wyokrętowano przybyłych z Montrealu pasażerów transatlantyku „Stefan Batory”[5].

Od 1946 żeglugę przybrzeżną realizuje Żegluga Gdańska.

### Epizod lotniczy

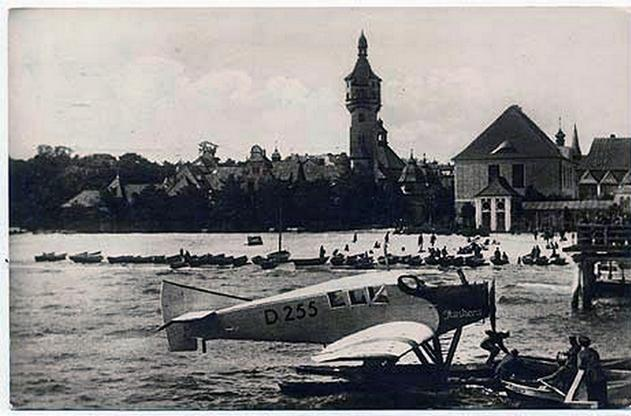
Hydroplan w Sopocie w rejsie z Hamburga do Tallina (1923)

W okresie sezonu letniego 1923 sopockie molo wielokrotnie służyło jako przystań dla hydroplanów. Nie można było jednak uruchomić regularnej komunikacji, zwłaszcza większymi samolotami. W kwietniu 1925 władze miejskie wydzieliły do tego celu teren przy Łazienkach Południowych. Budynek odpraw celnych znajdował się nieopodal. Szczegółowe badania wykazały jednakże, że niekorzystne prądy morskie i mierzeje pozwoliłyby by tylko na rzadko niezakłócany ruch lotniczy. Z tego powodu, w maju 1925 otwarto przystań hydroplanów w Gdańsku-Pleniewie. Sopocki epizod lotniczy zakończył się definitywnie w 1927.

### Molo w kulturze
Na molo zrealizowano następujące filmy, seriale lub projekty kulturalne:

- 1943 – Titanic,
- 1958 – Dwaj ludzie z szafą,
- 1961 – Drugi człowiek,
- 1963 – Kobiela na plaży,
- 1964 – Echo,
- 1968 – Molo,
- 1971 – Podróż za jeden uśmiech,
- 1975 – S.O.S.,
- 1979 – Aria dla atlety,
- 1981–1984 – serial TVP 07 zgłoś się, odcinki 13 i 15,
- 1985 – Medium,
- 1987 – Między ustami a brzegiem pucharu,
- 1989 – Co lubią tygrysy,
- 1990 – Złodziej tęczy,
- 1995 – koncert Edyty Górniak,
- 1996 – Słodko gorzki,
- 1997 – Sztos,
- 1997 – teledysk „Daj mi miłość” Seweryna z udziałem aktorki Anny Przybylskiej,
- 2001 – Reich,
- 2003 – Ciało,
- 2006 – Tylko mnie kochaj,
- 2007 – serial TVP Ja wam pokażę,
- 2008 – To nie tak, jak myślisz, kotku,
- 2008 – Ile waży koń trojański,
- 2011 – Linia życia,
- 2014 – Kochanie, chyba cię zabiłem,
- 2017 – Serce nie sługa,
- 2019 – Solid Gold,
- 2020 – To musi być miłość,
- 2020 – Raz, jeszcze raz,